# アル・ミューロック
アルフレッド・ミューロック・ロジャース（Alfred Mulock Rogers、Al Mulock or Al Mulloch、1926年6月30日 - 1968年5月）はカナダ出身のイギリスの性格俳優
日本の活字媒体では片仮名でアル・マロック、アル・ムロックと表記される。
『史上最大の作戦』(1962)にも端役出演。1960年代半ばからはスペインに渡り、当地で撮影されたハリウッド大作『名誉と栄光のためでなく』(1965)やマカロニウエスタンに出演した。この時代の彼のベスト・パフォーマンスは『怒りの荒野』(1967)におけるお尋ね者ワイルド・ジャック役であろう。因みに、彼のクレジットは英語版の『怒りの荒野』ではゲスト出演待遇に匹敵する一枚看板のトリだが、イタリア版ではクレジットに名前が無い。1968年にセルジオ・レオーネ監督の『ウエスタン』の撮影中に投身自殺を遂げたが、出演場面は残った。
他の出演作には『続夕陽のガンマン/地獄の決斗』(1966)、『黄金の棺』(1967/未公開)、ジョン・ヒューストン監督の『禁じられた情事の森』(1968)がある。

## 厳選されたフィルモグラフィー
・『不死身の保安官』ラオール・ウォルシュ監督
・『史上最大の作戦』（1962年）ケン・アナキン、アンドリュウ・マートン、ベルンハルト・ビッキー共同監督
・『名誉と栄光のためでなく（ロスト・コマンド/名誉と栄光のためでなく）』（1966年）マーク・ロブスン監督、アンソニー・クイン、アラン・ドロン、ジョージ・シーガル、クラウディア・カルディナーレ、ミシェル・モルガン、モーリス・ロネ出演
・『続・夕陽のガンマン/地獄の決闘』（1966年）セルジオ・レオーネ監督、クリント・イーストウッド、リー・ヴァン・クリーフ、イーライ・ウォラック出演
・『黄金の棺』（1967年/未/テレビ放映）セルジオ・コルブッチ監督、ジョゼフ・コットン出演
・『怒りの荒野』（1967年）トニーノ・ヴァレリイ監督、リー・ヴァン・クリーフ、ジュリアーノ・ジェンマ出演
・『禁じられた情事の森』（1968年）ジョン・ヒューストン監督、マーロン・ブランド、エリザベス・テイラー出演
・『ウエスタン』（1968年）セルジオ・レオーネ監督、ヘンリー・フォンダ、クラウディア・カルディナーレ、チャールズ・ブロンスン、ジェースン・ロバーズ、ウッディー・ストロード、ジャック・イーラム出演